# Toon Greebe
Toon Greebe ('s-Hertogenbosch, 25 september 1988 – aldaar, 16 oktober 2023) was een Nederlandse darter.
In 2007 bereikte Greebe de kwartfinale van de Dutch Open, waar hij verloor van Edwin Max. Vervolgens stapte Greebe over naar de PDC, waar hij in de derde ronde van de US Open verloor van Phil Taylor. In 2008 plaatste hij zich voor het PDC Wereldkampioenschap. Tijdens dit toernooi verloor hij in de eerste ronde van Peter Manley.
Vervolgens keerde hij terug bij de andere dartsbond, de BDO, waar hij de kwartfinale van de Isle of Man Open bereikte. In augustus 2008 ging hij nogmaals naar de PDC. Hij verloor in de tweede ronde van het German Players Championship van Mark Dudbridge. Vervolgens haalde hij twee kwartfinales tijdens de Players Championships in Nuland en Wales. Eind 2009 deed Greebe mee aan het Ladbrokes World Darts Championship 2010, waar hij in de eerste ronde met 3-0 verloor van John Part.
In april 2010 trad Greebe toe tot het HEMECO Pro Darts Team, samen met Rico Dera, Gino Vos en Tony West. Hiermee was hij weer teruggekeerd naar de BDO. Daar bezette hij na het behalen van de finale in Wales en de halve finale bij de Open England toentertijd de 50ste plaats op de BDO Invitation Table. In 2014 stapte Greebe uit het professionele dartscircuit.
Vanwege een ernstige infectie werd Greebe in 2017 in het ziekenhuis opgenomen en moest zijn rechtervoet worden geamputeerd. Desondanks keerde hij terug als darter en won hij in 2019 zelfs de Polish Open. In oktober 2022 moest ook zijn linkeronderbeen worden geamputeerd. Greebe overleed op 16 oktober 2023.

## Resultaten op Wereldkampioenschappen

### PDC
- 2008: Laatste 64 (verloren van Peter Manley met 2-3)
- 2010: Laatste 64 (verloren van John Part met 0-3)